# Повітряні сили Збройних сил України
Пові́тряні си́ли Збро́йних сил Украї́ни (абр. ПС ЗСУ) — один з основних видів Збройних сил України, призначений для захисту повітряного простору України. До складу Повітряних Сил належать роди авіації: бомбардувальна, винищувальна, штурмова, розвідувальна, транспортна, а також роди військ: зенітні ракетні війська та радіотехнічні війська.
Військово-повітряні сили у цьому вигляді були створені у 2004 році шляхом об'єднання двох видів: Військово-повітряних сил та Військ протиповітряної оборони України.
Станом на 2025 рік ПС України мають на озброєнні близько 100 бойових літаків.

## Місія
Повітряні сили України — один з головних носіїв бойового потенціалу Збройних сил України. Цей високоманеврений вид збройних сил призначений, спільно з військами Протиповітряної оборони, для охорони повітряного простору держави, ураження з повітря об'єктів противника, авіаційної підтримки власних військ (сил), висадки повітряних десантів, повітряного перевезення військ і матеріальних засобів та ведення повітряної розвідки.
Основні завдання Повітряних сил України :
1. завоювання переваги у повітрі;
2. прикриття угруповань військ і об'єктів від ударів противника з повітря;
3. авіаційна підтримка Сухопутних військ та забезпечення бойових дій Військово-морських сил зрив маневру військ противника та його перевезень;
4. висадка повітряних десантів та боротьба з десантами противника на землі і у повітрі;
5. ведення повітряної розвідки;
6. здійснення повітряних перевезень своїх військ і матеріальних засобів;
7. руйнування та знищення військових, військово-промислових, енергетичних об'єктів, вузлів і комунікацій противника.

## Історія

### Радянсько-українська війна

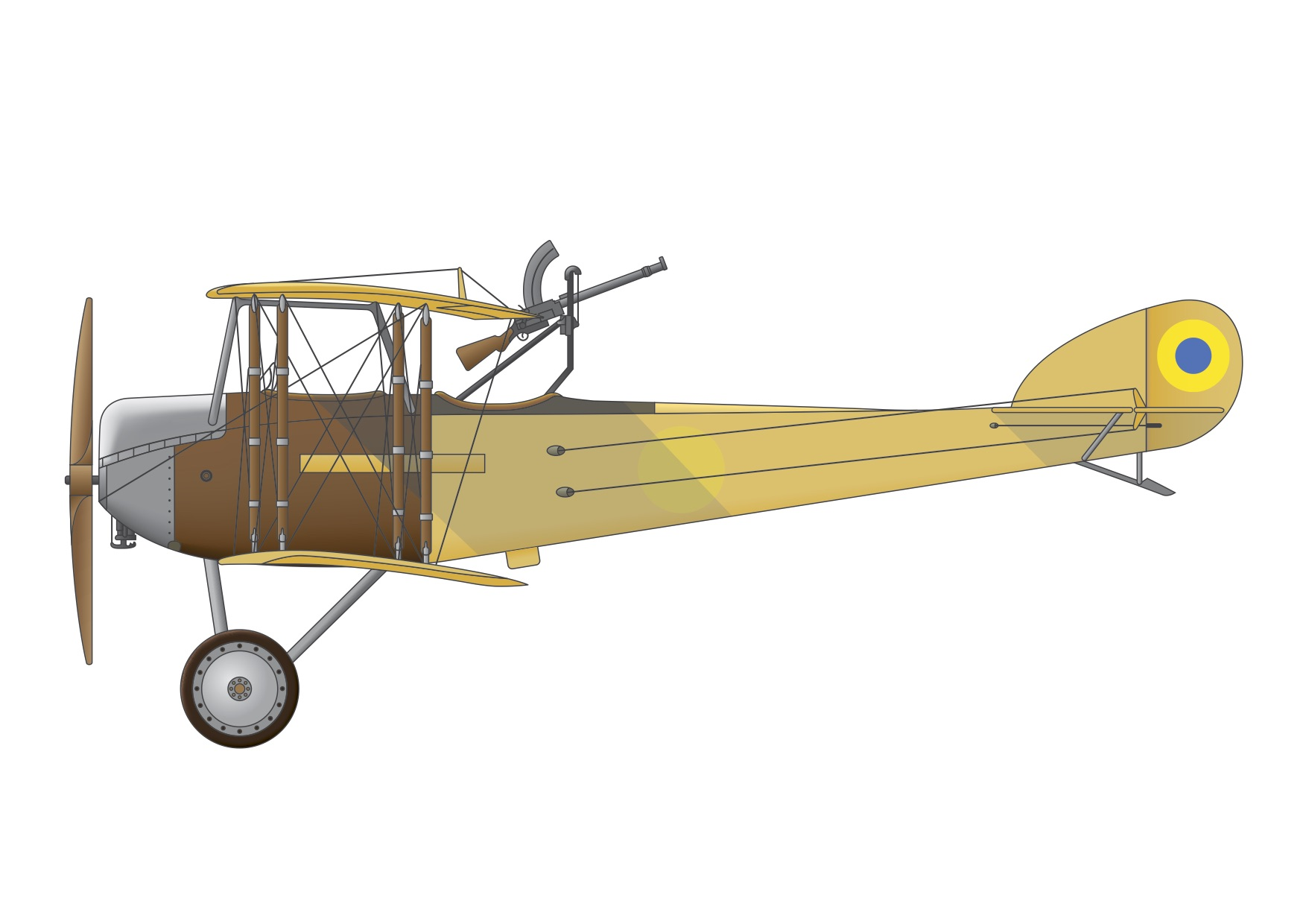
Анатра Анаде, Аеродром Пост-Волинський, Київ, на озброєнні авіації УНР, березень-квітень 1918 року

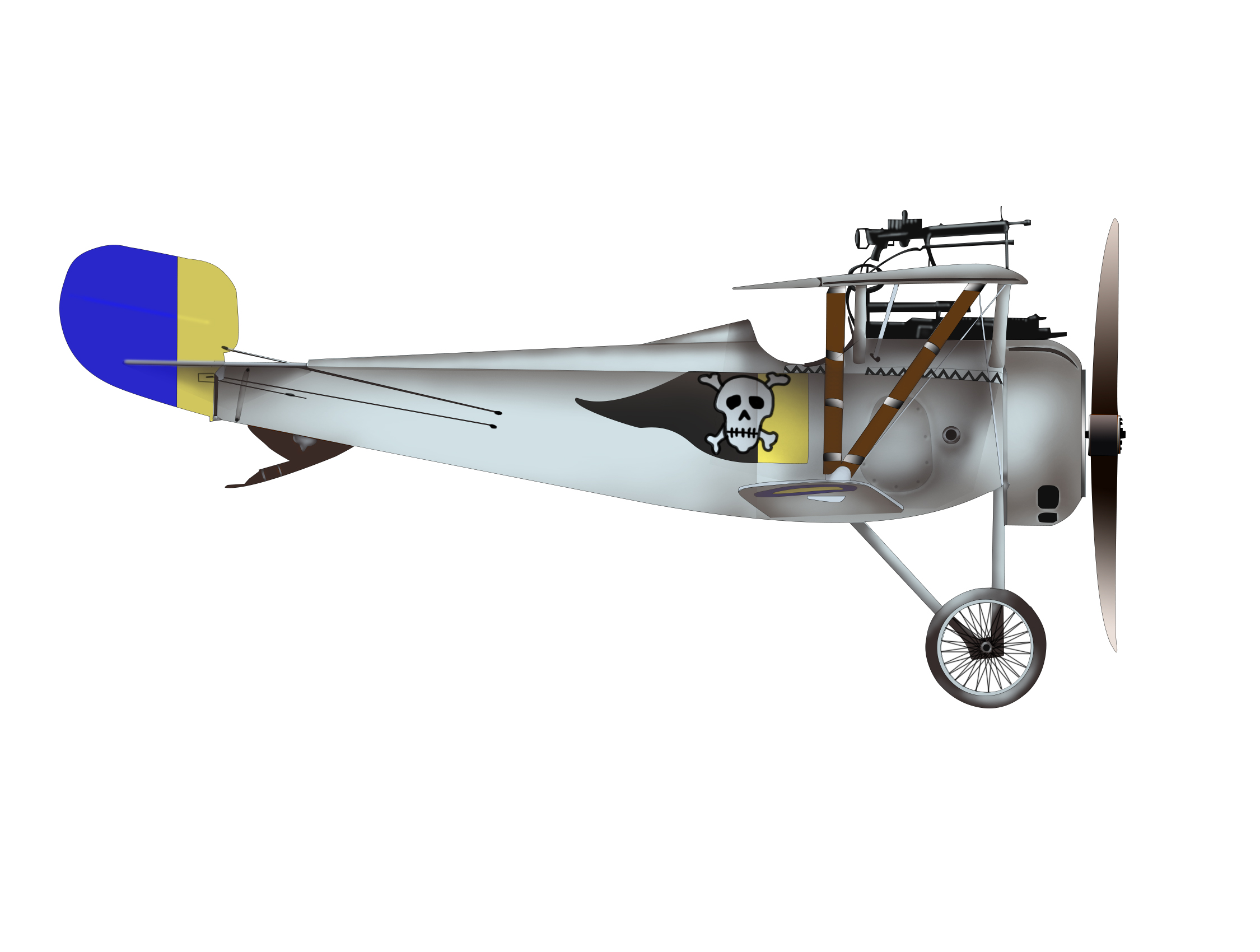
Nieuport 17c УГА

Ще до початку збройної боротьби за незалежність УНР станом на осінь 1917 року на українській території дислокувались досить значні, як на той час, сили російської військової авіації, що нараховували до 330 бойових літаків.
Вони і склали кістяк української повітряної армії, формування якої проходило в надзвичайно складних умовах. Основними проблемами, які стояли на заваді створенню міцного авіаційного корпусу, були: насамперед — відсутність у політичного керівництва країни чіткої концепції розвитку Збройних сил в цілому і військово-повітряних формувань зокрема, брак кадрів, незадовільний технічний стан і недостатня кількість літаків та іншого авіаційного майна, а також більшовицька агресія щодо України.
Незважаючи на всі незгоди, 13 грудня 1917 року Центральна Рада офіційно утворила Повітряний флот. Його командувачем було призначено підполковника-авіатора Віктора Павленка. Йому підпорядкувались інспектори (командувачі) авіації та повітроплавання: перший завідувач усіма справами, пов'язаними з літаками, другий — діяльністю повітроплавних частин, які на повітряних балонах («ковбасах») піднімалися на велику відстань над землею та здійснювали розвідку і коригування артилерійського вогню.

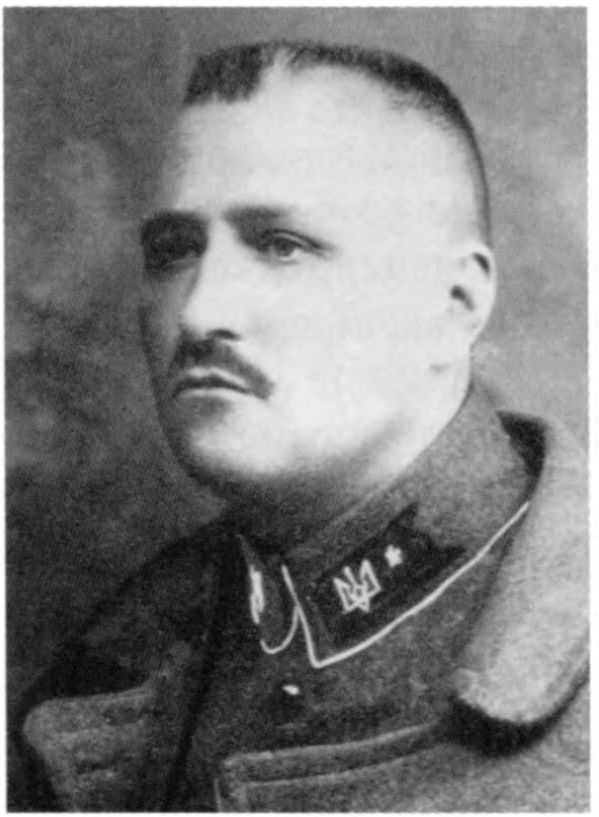
Віктор Олексійович Павленко — командувач української авіації

Важливим завданням українського військового керівництва стала передислокація авіаційних частин з прифронтової смуги, де відчутними були впливи більшовиків, до внутрішніх районів України.
Станом на початок січня 1918 року в реєстрах управління української авіації вже налічувалось 188 літаків різних типів. Командування української авіації вживало максимальних зусиль щодо збереження матеріальних та кадрових ресурсів, але затяжна війна поступово зменшувала кількість боєздатних літаків та пілотів.
Періодом відносного спокою та мирної розбудови Повітряних сил був Гетьманат Павла Скоропадського.
Після приходу до влади Директорії ситуація змінилася: кількість боєздатних літаків зменшилась, але вони продовжували ефективно протидіяти ворогові аж до завершення визвольних змагань.

### Друга світова війна
Під час Другої світової війни себе проявили льотчики уродженці та мешканці України, які служили в лавах Червоної армії та отримали найвищу нагороду — звання Героя Радянського Союзу:
- Іван Микитович Кожедуб (8 липня 1920, Ображіївка, Сумська обл. — 8 серпня 1991, Москва) — тричі Герой Радянського Союзу, маршал авіації. Кожедубом було здійснено 330 бойових вильотів, він взяв участь у 120 повітряних боях і вийшов переможцем у 62 двобоях, один із збитих ним вже в Німеччині літаків був реактивним;
- Борис Борисович Глінка (14 (27) вересня 1914, Кривий Ріг — 11 травня 1967, Московська область, СРСР). Всього виконав близько 300 бойових вильотів, збив 31 літак супротивника;
- Дмитро Борисович Глінка (10 грудня 1917; Кривий Ріг — 1 березня 1979, Москва, СРСР), здійснив близько 300 бойових вильотів, брав участь в близько 100 повітряних боїв, збив 50 літаків супротивника;
- Іван Лазаревич Могильчак (1917, Демидівка, Вінницька обл. — 13 лютого 1945, Будапешт);
- Анатолій Якович Брандис (12 серпня 1923, Катеринослав — 23 березня 1988, Москва) — двічі Герой Радянського Союзу. Воював в небі Мелітополя, Криму, Білорусі, Литви і Східної Пруссії. Загалом зробив 228 бойових вильотів;
- Павло Андрійович Таран (18 жовтня 1916, Шолохове, Дніпропетровська обл. — 14 серпня 2005) — двічі Герой Радянського Союзу. За час війни — 368 бойових вильотів. Бомбив військово-промислові об'єкти Німеччини, Фінляндії, Румунії. Екіпаж Павла Тарана знищив на землі 12, в повітряних боях 11 літаків ворога (7 з них вночі);
- Марія Іванівна Доліна (18 грудня 1922, Шарівка, нині Омська область — 3 березня 2010, Київ, Україна);
- Іван Ілліч Бабак (26 липня 1919, Олексіївка, Дніпропетровська обл. — 24 червня 2001) — за час участі у німецько-радянській війні Іван Ілліч Бабак збив тридцять п'ять німецьких літаків і чотири у парі;
- Іван Олексійович Гончар (21 вересня 1921, Нікополь — 20 квітня 1945). Звання Героя Радянського Союзу присвоєно посмертно;
- Петро Євдокимович Киселенко (1 серпня 1919, Ісайки, Київська обл. — 10 червня 1975) — виконав 106 бойових вильотів;
- Євдокія Іванівна Носаль (13 березня 1918, Бурчак, нині Запорізька область — 23 квітня 1943, поблизу Новоросійська) — здійснила 354 бойових вильоти на бомбардування об'єктів противника, знищення його живої сили і техніки;
- Олександр Гнатович Молодчий (27 червня 1920, Луганськ — ?) — двічі Герой Радянського Союзу;
- Анатолій Костянтинович Недбайло (28 січня 1923, Ізюм — 13 травня 2008, Київ) — двічі Герой Радянського Союзу;
- Наталія Федорівна Меклін (* 8 вересня 1922, Лубни — † 5 червня 2005, Москва, Росія).

Крім того, слід виділити визначного німецького аса українського походження Роберта Олійника (9 березня 1911 — 29 жовтня 1988), що здійснив 680 бойових вильотів та збив 42 літаки.

### Незалежна Україна

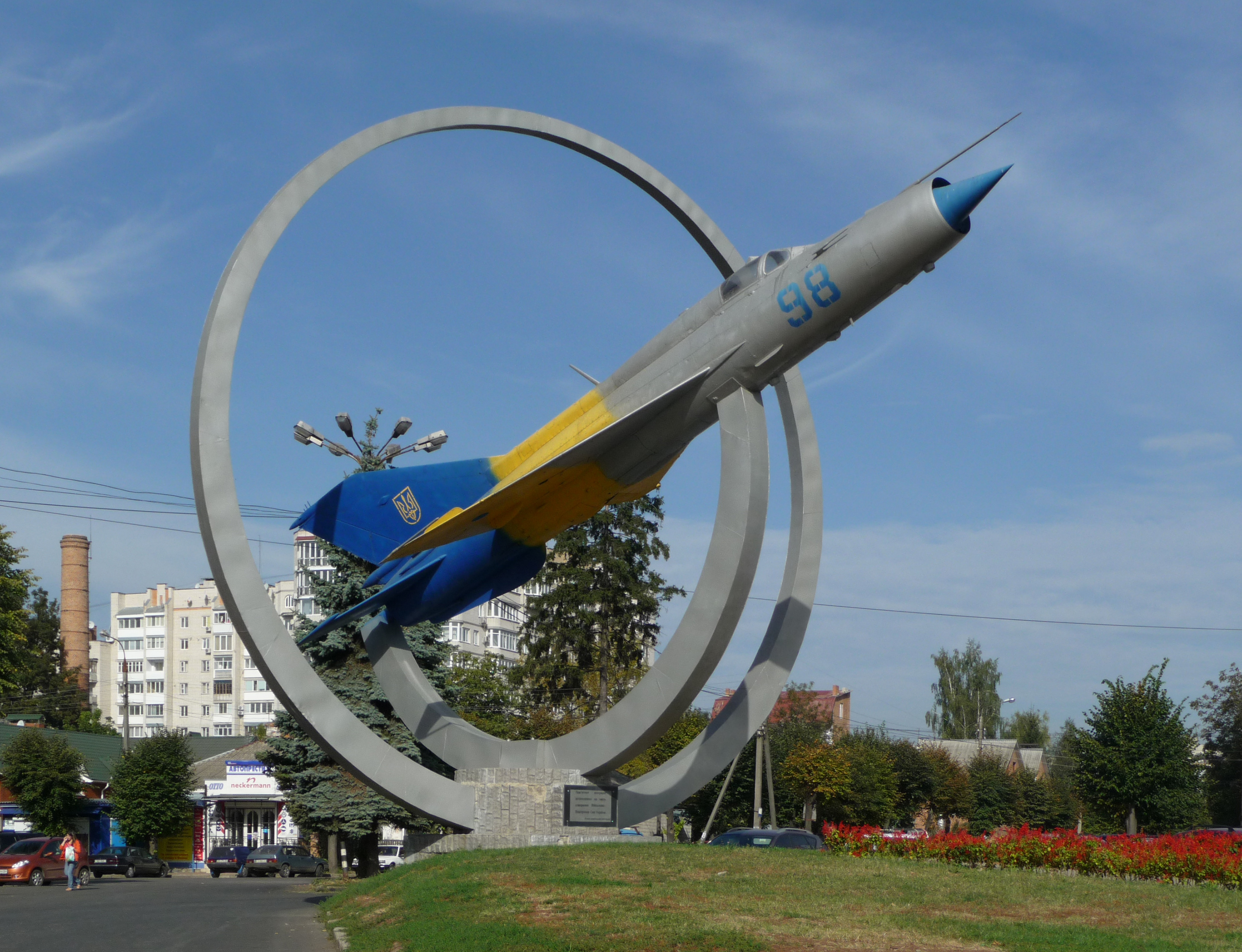
Монумент на честь створення Повітряних Сил України (Вінниця)

Розпад СРСР залишив Україні одні з найчисельніших і потужних ВПС в Європі. За кількісним показником військова авіація України 1992 року поступалася лише авіації Сполучених Штатів, Росії й Китаю та була найчисленнішою в Європі. На базі Військово-повітряних сил СРСР 17 березня 1992 року відповідно до директиви Начальника Головного штабу Збройних сил України було відтворено Військово-повітряні сили України.
На базі штабу 24-ї повітряної армії у м. Вінниця було сформоване Командування ВПС. У 1992 році на території України знаходилося 4 повітряні армії, 10 авіаційних дивізій, 49 авіаційних полків, 11 окремих ескадрилей, 7 авіаційних училищ (у тому числі 3 льотних), спеціальні установи й заклади. Всього близько 669 військових частин, близько 3000 літальних апаратів (з них 1500 бойових літаків), понад 122 тисячі військовослужбовців та 22 тисячі цивільних працівників.
До складу ВПС України перейшли три повітряні армії (1100 бойових літаків):
- винищувачі: 2 дивізії (8 полків) — 80 МіГ-23, 220 МіГ-29, 40 Су-27;
- фронтові бомбардувальники: 2 дивізії (5 полків) — 150 Су-24;
- бомбардувальники (дальня авіація): 2 дивізії (3 полки) — 30 Ту-16, 30 Ту-22, 36 Ту-22М;
- розвідувальна авіація: 3 полки — 30 Ту-22, 15 МіГ-25, 30 Су-17, 12 Су-24;
- авіаційний полк РЕБ: 35 Як-28;
- 4 авіаційних центри: 240 МіГ-21, 60 Су-24, 550 Л-39 «Альбатрос»/Л-29 «Дельфін».

Більшість сучасних військових аеродромів СРСР перебувала на території України, включаючи місця базування Ту-160, МіГ-29 й Су-27.
Частина льотчиків частин ВПС СРСР дислокованих на території України відмовилася складати присягу на вірність народу України, мали місце випадки перегону літаків до Росії.
Війська ППО України були створені 5 квітня 1992 року на базі частин ППО СРСР, які перебували на території країни. Крім ЗРК в їх складі було сім винищувальних авіаполків, озброєних перехоплювачами Су-15ТМ, МіГ-25ПД\ПДС й МіГ-23МЛД. Однак на озброєнні ці літаки протрималися недовго — в 1993 році були зняті з озброєння МіГ-25, потім й МіГ-23, а до 1997 року на бази зберігання відправили й Су-15.

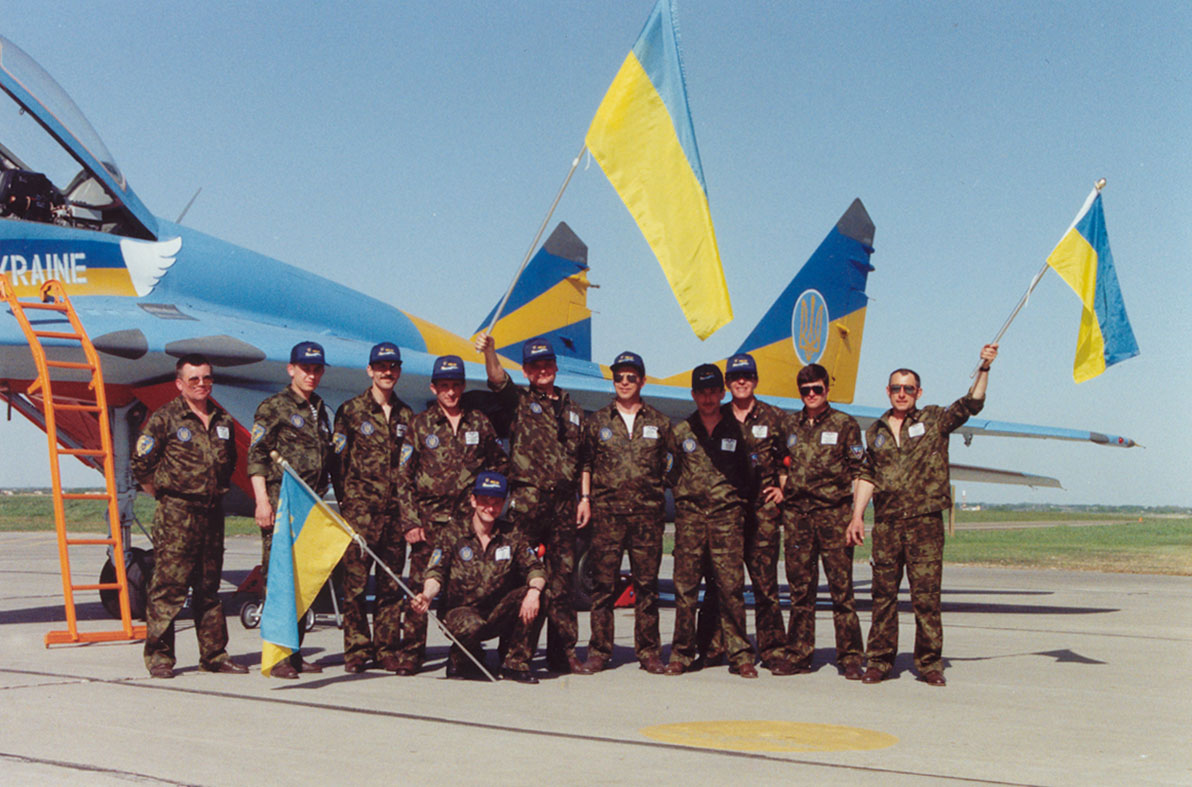
15 липня 1992 року. Представники України демонструють державний прапор в США після завершення авіашоу в Рокфорді, Іллінойс.

У 1992 році відбувся тур МіГ-29 ВПС України до США та Канади — демонстраційне турне ВПС України Північною Америкою з 8 травня до 5 листопада 1992 року, під час якого провели понад 30 виступів із практичними польотами, загальний наліт становив 103 години, було виконано 207 польотів на літаках МіГ-29 і МіГ-29УБ. Основною задачею було репрезентувати громадянам Сполучених Штатів і Канади нову Україну.
У 1993 році транспортна авіація ВПС брала участь у гуманітарній операції в Грузії.
3 липня 1994 року армійська авіація увійшла до складу Сухопутних військ України, як їх рід і за відносно короткий час свого існування перетворилася з допоміжного в один із основних і перспективних засобів збройної боротьби. Вона була створена на основі техніки і льотно-технічного персоналу семи полків бойових гелікоптерів, двох транспортних і декількох окремих ескадрилей ВПС СРСР. На озброєнні перебувало близько 900 гелікоптерів Мі-2, Мі-6, Мі-8, Мі-26 й Мі-24 (250 од.).

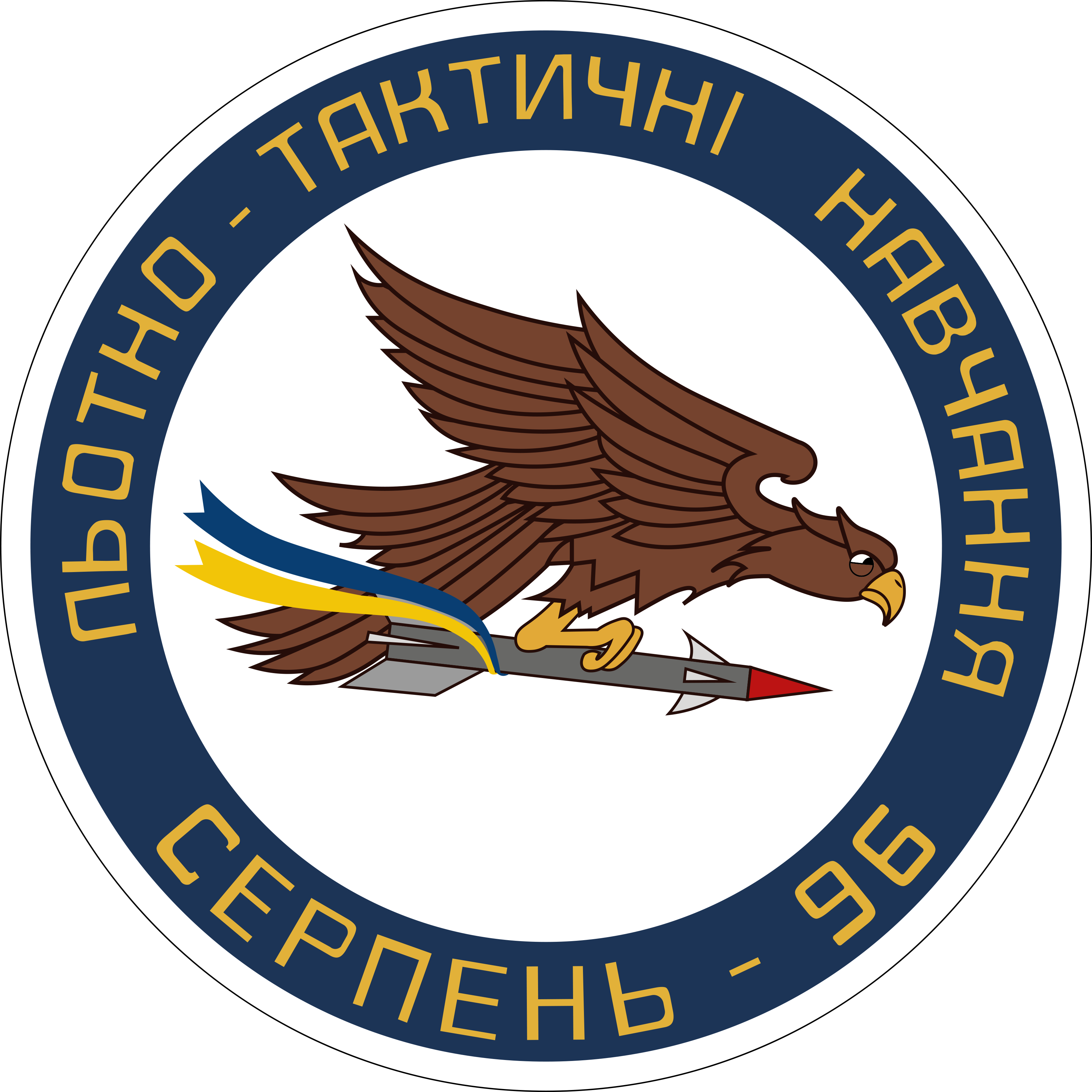
Емблема Серпень-96

У серпні 1996 року на полігоні «Київський — Олександрівський», вперше в історії Військово-повітряних сил України відбулось велике показове льотно-тактичне навчання «Серпень-96». Основною метою навчань було відпрацювання бойових дій бомбардувального авіаполку по аеродромах противника. Головна роль відводилась Су-24 7 БАП зі Старокостянтинова. Завдання прориву ПВО виконували Су-25, а прикриття Су-27 з 831-ша бригада тактичної авіації. У навчаннях брали участь близько 600 учасників з льотного та інженерно технічного складу. 55 бойових літаків: 20 Су-24М, 2 Су-24МР, 4 Су-17МР, 14 Су-25, 8 Су-27, 5 МіГ-29, 2 Ту-22М3. 4 гелікоптери: 2 Мі-8ППА, 1 Мі-8МТ та 1 Мі-24П. Два ВР-2.
Після створення у 1997 році державного підприємства «Українська авіаційна транспортна компанія» частина авіаційної техніки, об'єктів інфраструктури й іншого майна ВПС України були передані до її розпорядження.

24 серпня 1997 року відбулося масштабне авіаційне шоу присвячене Дню проголошення Незалежності України яке пройшло на аеродромі Чайка, у ньому взяли участь 25 типів літальних апаратів. Під час шоу свій перший публічний виступ здійснила пілотажна група «Українські соколи». 

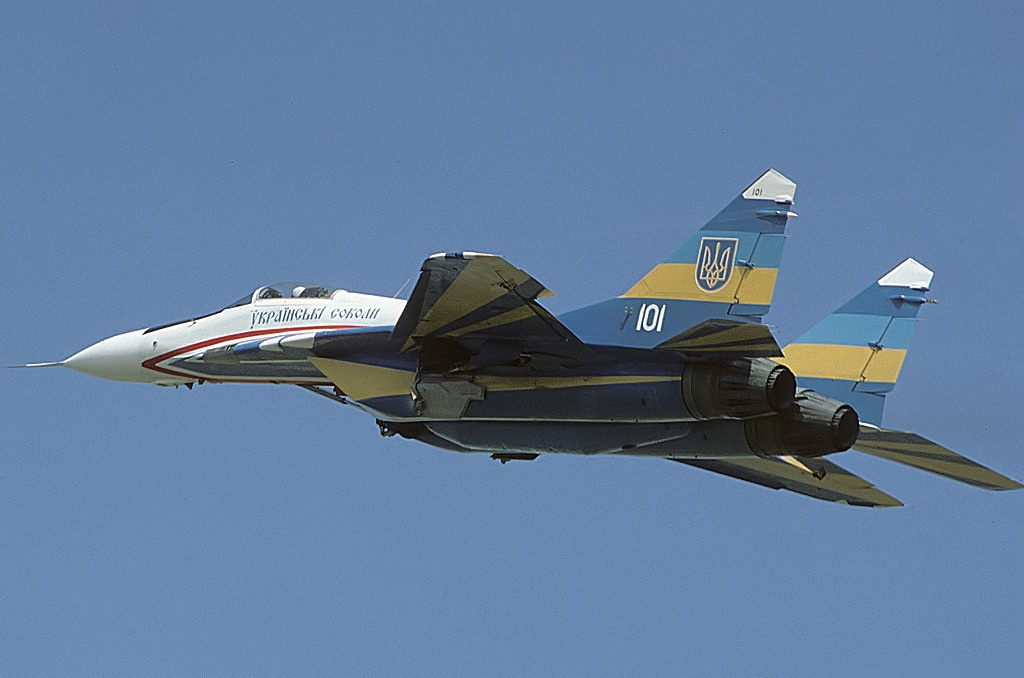
МіГ-29 пілотажної групи «Українські соколи»

 Під час параду відбувся перший і останній показ пілотажної групи «Українські Козаки».
У червні 1998 року в рамках програми «Авіабази-побратими» український військовий льотчик підполковник Іван Черненко на винищувачі Су-27 здійснив трансатлантичний переліт у США — з Миргорода на базу Сеймур-Джонсон 4-го винищувального авіакрила ВПС США.

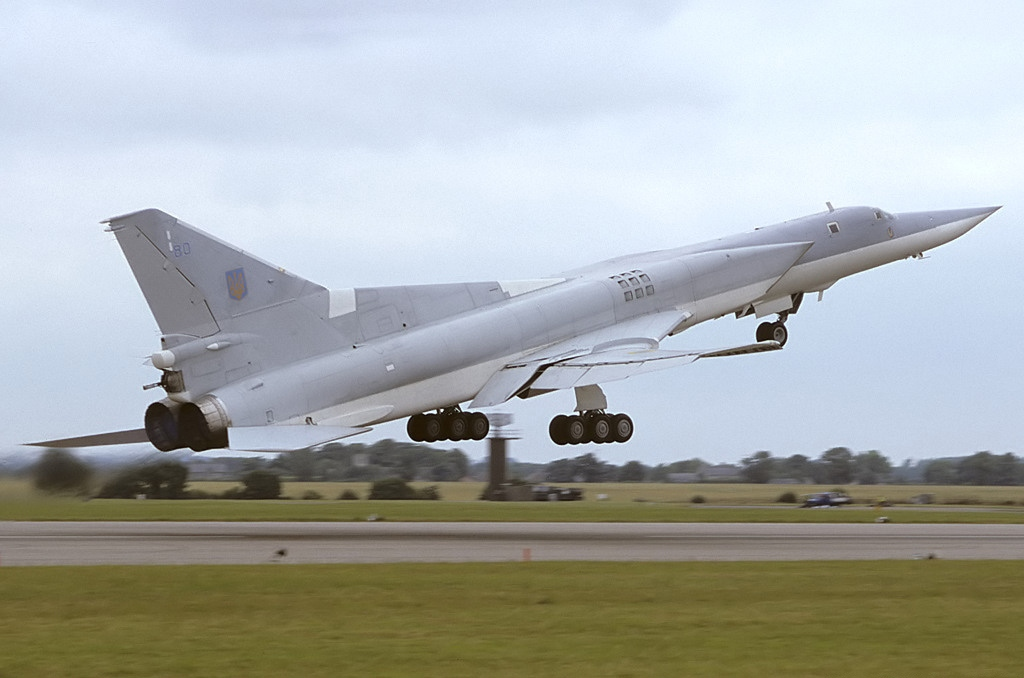
Ту-22М3 (б/н 57) ВПС України на авіашоу RIAT 2000, Англія.

Відновлені Військово-повітряні сили України успадкували ряд стратегічних ракетоносців Ту-160 «Blackjack», які базувалися на авіабазі в Прилуках. Частина з них була передана в Росію, а інша — ліквідована за сприяння уряду США. На території України залишився лише один Ту-160, який знаходиться в Полтавському музеї дальньої авіації. Україна також мала Ту-22М і Ту-95/Ту-142, які за винятком декількох музейних експонатів були списані на початку 2000-х рр.
З 11 по 14 жовтня 1999 року проведені комплексні дослідницькі навчання «Дуель-99». За навчаннями спостерігали 7 міністрів країн СНД, зокрема, глави військових відомств Росії, Грузії, Вірменії, Білорусі, Молдови і Таджикистану. У маневрах, якими керував перший заступник Міністра Оборони України генерал-полковник Іван Васильович Біжан, взяли участь понад 20 командних пунктів і пунктів управління, 30 зенітно-ракетних дивізіонів, 52 літальних апарати.

Військовий майданчик аеропорту Бориспіль, перед завантаженням експедиції Північний полюс 2000 в Іл-76. 2000 рік.

З 4 по 21 квітня 2000 р. Іл-76 25 БрТрА брав участь в арктичній експедиції «Україна — Північний полюс — 2000». Вона складалася з перельоту за маршрутом Київ — Хатанга — Північний полюс — Хатанга — Київ і десантування парашутистів з літака Іл-76 на дрейфуючу крижину Північного полюса серед безмежних вод Північного льодовитого океану.
У 2001 році один військово-транспортний літак Ан-26 ВПС України було переоснащено у санітарно-транспортний варіант Ан-26 «Vita».
4 жовтня 2001 року, у ході навчань військ ППО та ВПС сталася катастрофа зі збиттям над Чорним морем російського цивільного пасажирського лайнера Ту-154.
27 липня 2002 року сталася трагедія у Скнилові під Львовом — під час виконання польоту на авіашоу розбився винищувач Су-27, упавши на глядачів. З посад звільнили головнокомандувача ВПС України генерал-полковника Віктора Стрельникова та командувача 14-го авіаційного корпусу Сергія Онищенка. Ще трьох інших генералів, працівників відомства, заарештувала військова прокуратура.

### Об'єднання ВПС і ППО
2004 року, у ході реформування Збройних сил України та переходу з 4-х на 3-видову систему, військово-повітряні сили і війська протиповітряної оборони були об'єднанні у єдиний вид — Повітряні сили України. Реформа була завершена в травні 2005 року, а після її завершення чисельність Повітряних сил України склала 59 тис. осіб (з них 50 тис. військовослужбовців). Першим Командувачем Повітряних сил ЗС України було призначено генерал-полковника Анатолія Яковича Торопчина (колишнього Головнокомандувача Військ ППО України), а першим начальником штабу — першим заступником командувача ПС ЗСУ генерал-лейтенанта Сергія Борисовича Клімова (колишнього командувача 28 корпусу ППО ЗС України). При цьому, матеріальна частина вимагала відновлення, модернізації та оновлення. До 2005 року ремонту потребували 55 % зенітних ракетних систем і комплексів, 53 % автоматизованих систем управління й 45 % радіоелектронної техніки ППО.
У 2005 році Іл-78, який раніше перебував на озброєнні 409-го авіаполку в Узині, був придбаний американською приватною військовою компанією North American Tactical Aviation Inc.
У 2006 році один військово-транспортний літак Ан-26 було переоснащено у повітряний командний пункт і після завершення випробувань — офіційно прийнято на озброєння у грудні 2006 року.
У 2007 році чисельність повітряних сил складала 45 240 осіб, на озброєнні перебувало 211 бойових і 49 транспортних літаків. Протягом 2007 року для повітряних сил були закуплені і надійшли на озброєння дві радіолокаційні станції 35Д6
У вересні 2008 року президент України Віктор Ющенко повідомив, що боєздатні 31 зі 116 винищувачів Су-27 й МіГ-29, 10 з 24 бомбардувальників Су-24М, 6 з 12 розвідувальних літаків Су-24МР, 8 з 36 штурмовиків Су-25 (близько 30 % номінального складу військової авіації).
Навесні 2009 року два Су-27 зі складу ПС України були продані до Сполучених Штатів для навчання американських пілотів, які «готуються до можливості зустрітися з Су-27 в майбутніх повітряних боях».
У вересні 2009 року в. о. міністра оборони України Валерій Іващенко повідомив, що стан справності авіатехніки збройних сил України оцінюється як критичний і має стійку тенденцію до подальшого зниження. Повітряні сили України мали у своєму розпорядженні досить значний парк бойових літаків, проте через катастрофічне недофінансування матеріально-технічна частина в цілому перебувала в небоєздатному стані.
У 2009 році був розроблений модернізований варіант навчально-бойового літака L-39С, який 17 листопада 2009 був прийнятий на озброєння ПС України під найменуванням Л-39М1 (у 2010 році на озброєння ПС України надійшли перші два Л-39М1, в грудні 2011 року — ще два літаки, 26 червня 2012 — ще два літаки, наприкінці 2013 року почали модернізацію ще одного L-39).
До 2008—2009 роки для відновлення справності та проведення модернізації авіатехніки виділялося лише 1 % від необхідного обсягу фінансування, але в 2010 році обсяги фінансування було збільшено. Це дозволило протягом 2010 року повернути в стрій 36 літаків, 18 безпілотних літальних апаратів і 47 авіаційних двигунів.
У березні 2010 року на озброєння ПС України були прийняті модернізований варіант штурмовика Су-25 і його навчально-бойова модифікація Су-25УБ — Су-25М1 й Су-25УБМ1 (вартість модернізації одного Су-25 до рівня Су-25М1 становила близько 10 млн гривень, в 2010 р. на озброєння 299-ї бригади тактичної авіації надійшли два Су-25М1 та один Су-25УБМ1, в 2011 році — ще два Су-25М1, в 2012 — ще один Су-25М1).
У 2011 році чисельність повітряних сил була скорочена до 43 100 осіб, а на озброєнні залишилося 208 бойових і 39 транспортних літаків.
Для збереження ресурсу авіапарку навчально-тренувальних літаків Л-39С, 23 грудня 2011 в експлуатацію був введений наземний тренажер підготовки пілотів Л-39С.
У 2012 році чисельність повітряних сил знову скоротилася: до 40 000 чоловік, а на озброєнні значилося 160 бойових і 25 транспортних літаків. Проте, в 2012 році ситуація в ПС України покращилася, середній наліт на одного пілота зріс з 14 до 42 годин (для порівняння, середній річний наліт льотчика в ПС Росії за аналогічний період склав 100—120 годин, в країнах-членах НАТО — 120—180 годин), на авіаремонтних підприємствах відремонтували 31 одиницю авіатехніки, ще 69 літальним апаратам був продовжений термін служби у військових частинах
- так, в лютому 2012 року запорізький авіаремонтний завод передав ПС України перший відремонтований і модернізований Су-27[49] (наприкінці березня 2012 він поступив до 831-ї бригади тактичної авіації[50]), в середині квітня 2012 року було завершено капітальний ремонт ще одного Су-27.[51]
- в березні 2012 року два відремонтованих МіГ-29 передали 114-й бригаді тактичної авіації[52]
- в червні 2012 року був завершений ремонт ще двох МіГ-29 (вони стали першими, які отримали «цифровий» камуфляж).[53]
- 30 серпня 2012 року[54] був завершений ремонт одного Су-27УБ (бортовий номер 71), який передали в 831-шу бригаду тактичної авіації[55]
- у вересні 2012 року був завершений ремонт одного зенітно-ракетного комплексу С-300ПТ.[56]
- в жовтні 2012 року були завершені ремонт і модернізація одного Су-25М1 для 299-ї бригади тактичної авіації.[57] У грудні 2012 року міністр оборони Дмитро Саламатін передав до складу 299-ї бригади тактичної авіації ще два Су-25М1 та повідомив, що тепер в складі ПС України «вперше за багато років з'явилася повністю укомплектована бойова ескадрилья» (14 Су-25 й два Л-39).[58]
- 20 грудня 2012[59] в війська надійшов ще один відремонтований зенітно-ракетний комплекс С-300[60]
- крім того, в 2012 році 204-та бригада тактичної авіації ПС України отримала два відновлених МіГ-29, один МіГ-29УБ і чотири L-39M1.[61]

Також, в 2012 році був проведений ремонт військового аеродрому в Івано-Франківську.
У 2013 році чисельність повітряних сил знову скоротилася: до 36 300 осіб, а на озброєнні значилося 160 бойових і 27 транспортних літаків.
19 вересня 2013 року Україна передала один непридатний для подальшої експлуатації гелікоптер Мі-8ПС-9 для Музею авіації м. Кошиці (Словаччина).
30 жовтня 2013 року з озброєння останнього зенітно-ракетного дивізіону (зі складу 540-го зенітно-ракетного полку у Львівській області) були зняті комплекси С-200В. З цього моменту Україна припинила експлуатацію зенітно-ракетних комплексів типу С-200.
8 листопада 2013 року міністр оборони України Павло Лебедєв повідомив, що ПС України повністю укомплектовані військовослужбовцями-контрактниками (пізніше, 13 листопада 2013 року, командувач Повітряних сил ЗСУ генерал-лейтенант Юрій Байдак уточнив, що на 100 % контрактниками укомплектовані лише деякі підрозділи, а в цілому військовослужбовці-контрактники складають 71 % від загальної кількості військовослужбовців Повітряних сил України).
24 грудня 2013 40-й бригаді тактичної авіації передали один відремонтований МіГ-29УБ.
|                                                     |  |  |
| Пам'ятна монета НБУ присвячена Повітряним силам ЗСУ |  |  |

20 січня 2014 25-й бригаді транспортної авіації передали один відремонтований Іл-76МД.
29 січня 2014 року, міністерство оборони України оголосило про намір розформувати тренувальний авіаційний полігон «НИТКА».
6 лютого 2014 авіаугруповання ПС України в Криму було посилено двома Су-27 зі складу 831-ї бригади тактичної авіації.
14 лютого 2014 року літак Ан-26 № 0806, що перебував на зберіганні (з 27 вересня 2013 являв собою частково розукомплектований планер V категорії) був знятий з балансу збройних сил і переданий ДСНС України.

### Російсько-українська війна
На першому етапі війни Повітряні сили ЗС України використовувалися в обмежених масштабах. Основними завдання було швидке перекидання авіацією військ, їх логістичне забезпечення, фото та візуальна повітряна розвідка, демонстраційні дії.
Дозвіл Повітряним силам на застосування зброї був наданий тільки після збиття першого літака — фоторозвідника Ан-30Б. На цьому етапі авіація, в основному, застосовувала некеровані авіаційні ракети С-5, С-8 та С-13, бортову зброю та в окремих випадках — авіабомби калібру 100 кг.
Тактична авіація Повітряних сил, набувши досвіду, почала активно знищувати бази, техніку та живу силу ворога. Для ураження наземних цілей використовувались переважно штурмовики Су-25, в меншому обсязі МіГ-29, Су-27 та Су-24М. Використовувався весь діапазон висот та тактичних прийомів. Літаки лише оминали об'єктову ППО над великими містами Донбасу. В період літа 2014 року авіація Повітряних сил втратила основну кількість своїх літаків — серед них Су-25, МіГ-29, Су-24М.
Протягом 2017 року було відновлено 9 летовищ. На 2018 рік також було передбачено не менші обсяги ремонтних робіт. До російської воєнної агресії Повітряні сили України використовували лише чверть усіх військових летовищ на території країни. На початок 2018 року ця кількість зросла вдвічі. 2017 року після тривалого простою вдалося відновити аеродроми в трьох регіонах. На кожному з них здійснено масштабні роботи: від заміни аеродромних плит штучного покриття до заливання сучасного бетонного моноліту й будівництва стоянок для літаків. Нині цим займається всього кілька інженерно-аеродромних підрозділів. Тож навантаження на особовий склад є надзвичайно великим.

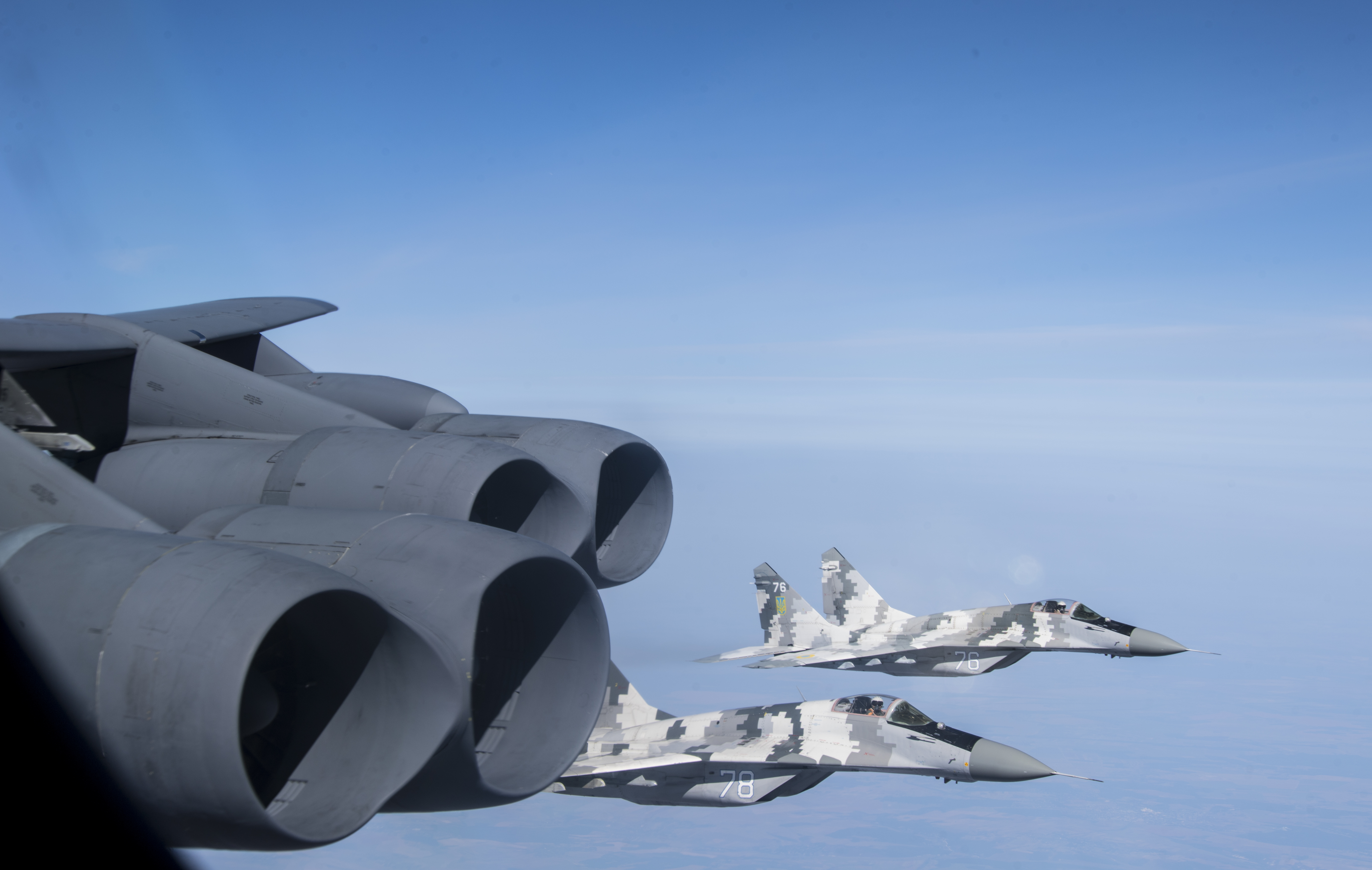
23 вересня 2020 року українські МіГ-29 супроводжують стратегічні бомбардувальники B-52 повітряних сил США

4 вересня 2020 року стратегічні бомбардувальники B-52 повітряних сил США вперше за 26 років залетіли в Україну, їх супроводжували українські МіГ-29 та Су-27.
У серпні 2021 року з військового сектору аеропорту Бориспіль до Кабула з місією по евакуації громадян України та іноземців вилетів військово-транспортний літак Іл-76МД 25-ї бригади транспортної авіації ПС ЗСУ з підрозділом ГУР МО на борту. Всього літаки бригади виконали шість рейсів та вивезли більше 700 громадян різних країн.

### Російське вторгнення 2022 року

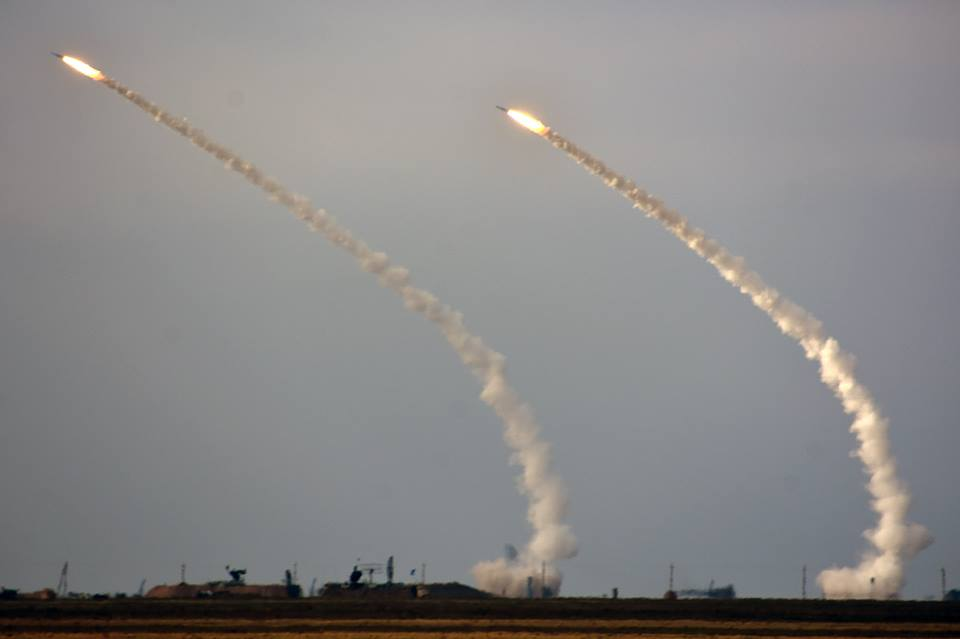
Бойові стрільби зенітних ракетних підрозділів

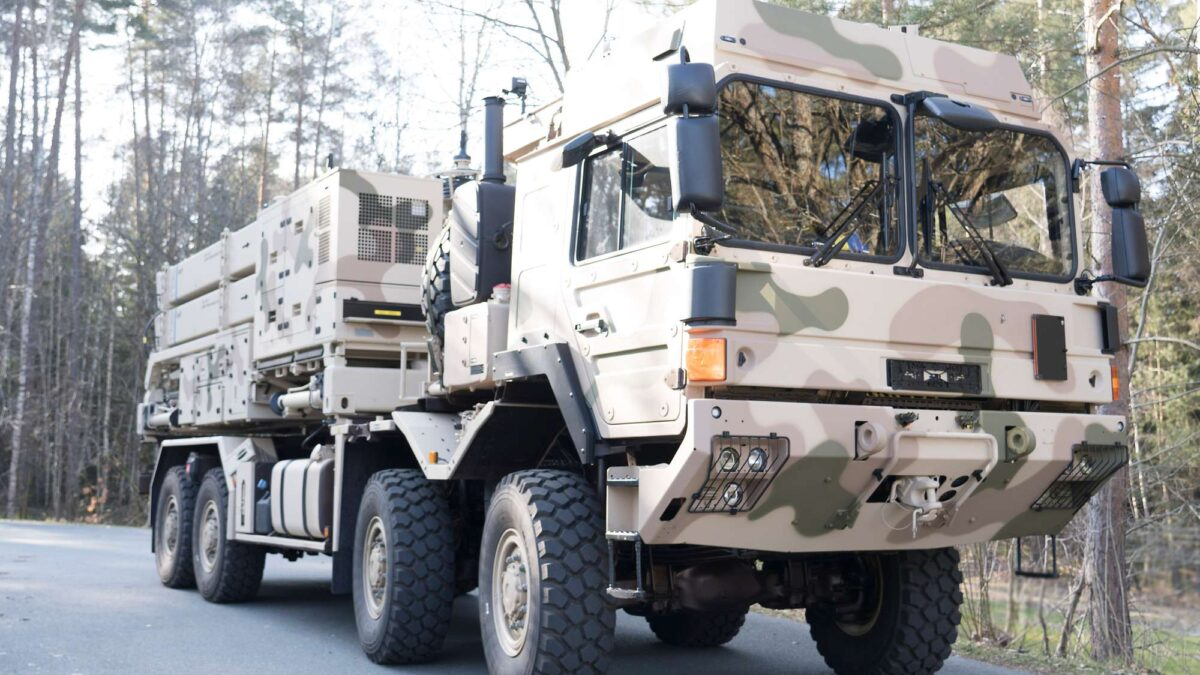
IRIS-T SLM Збройних Сил України

Повітряні Сили першими прийняли бій о 4-й ранку. Першими цілями окупантів стали радіолокаційні підрозділи, зенітні ракетні війська, військові аеродроми, командні пункти. У перший же день вторгнення повітряний кордон України перетнула величезна кількість ворожої авіації. Повітряні Сили готувалися до такого сценарію, тому успішно вивели з-під удару майже всю техніку та людей. У перший день українські пілоти на Су-27 у повітряних боях знищили два найсучасніші російські Су-30СМ. На надважливому напрямку поблизу Гостомеля бомбардувальники Су-24М, розвідники Су-24МР, штурмовики Су-25 регулярно завдавали потужних ракетно-бомбових ударів по російському десанту, що намагався утримати стратегічний плацдарм.
Після 10 березня 2022 року російська авіація була вимушена зменшити інтенсивність ударів по цивільній інфраструктурі України, бо на цей момент ЗСУ мали достатню велику щільність ПЗРК, отриманих від партнерів із Заходу. Цілісність покриття української ППО на той момент вдалось відновити суттєвою мірою, зенітні засоби вдалось роззосередити так, щоб вони надійніше прикривали об'єкти інфраструктури та мали менше ризиків потрапити під вогонь росіян. Тому вже за підсумками березня 2022 року відсоток збиття крилатих ракет РФ тримався на рівні 20-30 %.
З жовтня 2022 року Повітряні сили почали отримувати від партнерів зенітні ракетні комплекси NASAMS, IRIS-T, Crotale, Patriot, SAMP-Т, зенітні самохідні установки Gepard та іншу техніку (див. список).
4 травня 2023 року вперше повідомлено про вдале перехоплення «Кинджала». Російську ракету, яку випустив МіГ-31К з території Росії, перехопили українські сили протиповітряної оборони в небі над Київщиною. За заявою генерал-лейтенанта ПС ЗСУ Миколи Олещука, ракету збили за допомогою американського ЗРК Patriot. У виданні Defense Express опублікували й ідентифікували уламки. Факт перехоплення «Кинджала» комплексом Patriot також підтвердили урядові джерела США та офіційно речник Пентагону. Військовий оглядач Андрій Тарасенко та оглядач групи «Інформаційний спротив» Олександр Коваленко ідентифікували бойову частину проникного типу подібну до БетАБ-500ШМ. Рештки такої самої бойової частини були знайдені на місці падіння ракети у вересні 2022 року в Ставропольському краї.
4 серпня 2024 року під час 20-ї річниці створення Повітряних Сил ЗСУ президент України Володимир Зеленський повідомив, що перші українські винищувачі F-16 прибули в Україну для виконання бойових завдань. Перше бойове застосування F-16 ПС ЗСУ відбулося 26 серпня під час масованого ракетного обстрілу, тоді ж під час виконання завдання загинув один з пілотів F-16 Олексій «Мунфіш» Месь.

## Структура
Повітряні сили мають у своєму складі роди військ:
- авіація (винищувальна, бомбардувальна, штурмова, розвідувальна, військово-транспортна та спеціальна);
- зенітні ракетні війська;
- радіотехнічні війська;
- спеціальні війська (окремі військові частини і підрозділи: — розвідувальні, інженерні, РХБ захисту, зв'язку АСУ та РТЗ, РЕБ, метеорологічного забезпечення та інші);
- частини матеріально-технічного і медичного забезпечення;
- навчальні заклади.

Авіація
Зенітні ракетні війська
Радіотехнічні війська

### Роди авіації
- Бомбардувальна. Має на озброєнні літаки Су-24 та Су-24M. Є основним ударним засобом ВПС і призначена для ураження угрупувань військ, авіації, ВМС, зруйнування важливих воєнних, воєнно-промислових, енергетичних об'єктів у стратегічній і оперативній глибині. У 1991–1999 роках Україна мала на озброєнні літаки Ту-160, і до 2001 року літаки Ту-22М і Ту-95.
- Штурмова. Має на озброєнні літаки Су-25. Є засобом авіаційної підтримки військ і призначена для ураження військ, наземних (морських) об'єктів переважно на передньому краї у тактичній глибині.
- Винищувальна. Має на озброєнні літаки F-16, Mirage 2000-5F, Су-27 та МіГ-29. Є одним з основних засобів боротьби з повітряним противником і призначена для ураження літаків, гелікоптерів, крилатих ракет у повітрі, а також ураження наземних (морських) об'єктів.
- Розвідувальна. Має на озброєнні літаки Су-24МР, Ан-30. Призначена для ведення повітряної розвідки противника, місцевості та погоди.
- Транспортна. Має на озброєнні літаки Іл-76, Ан-12, Ан-24, Ан-26, Ан-30, Ан-32, Ан-70, Ан-72, Ту-134, гелікоптери Мі-6, Мі-8, Мі-17, Мі-26. Призначена для десантування повітряних десантів, перевезення військ і матеріальних засобів повітрям

### Організація

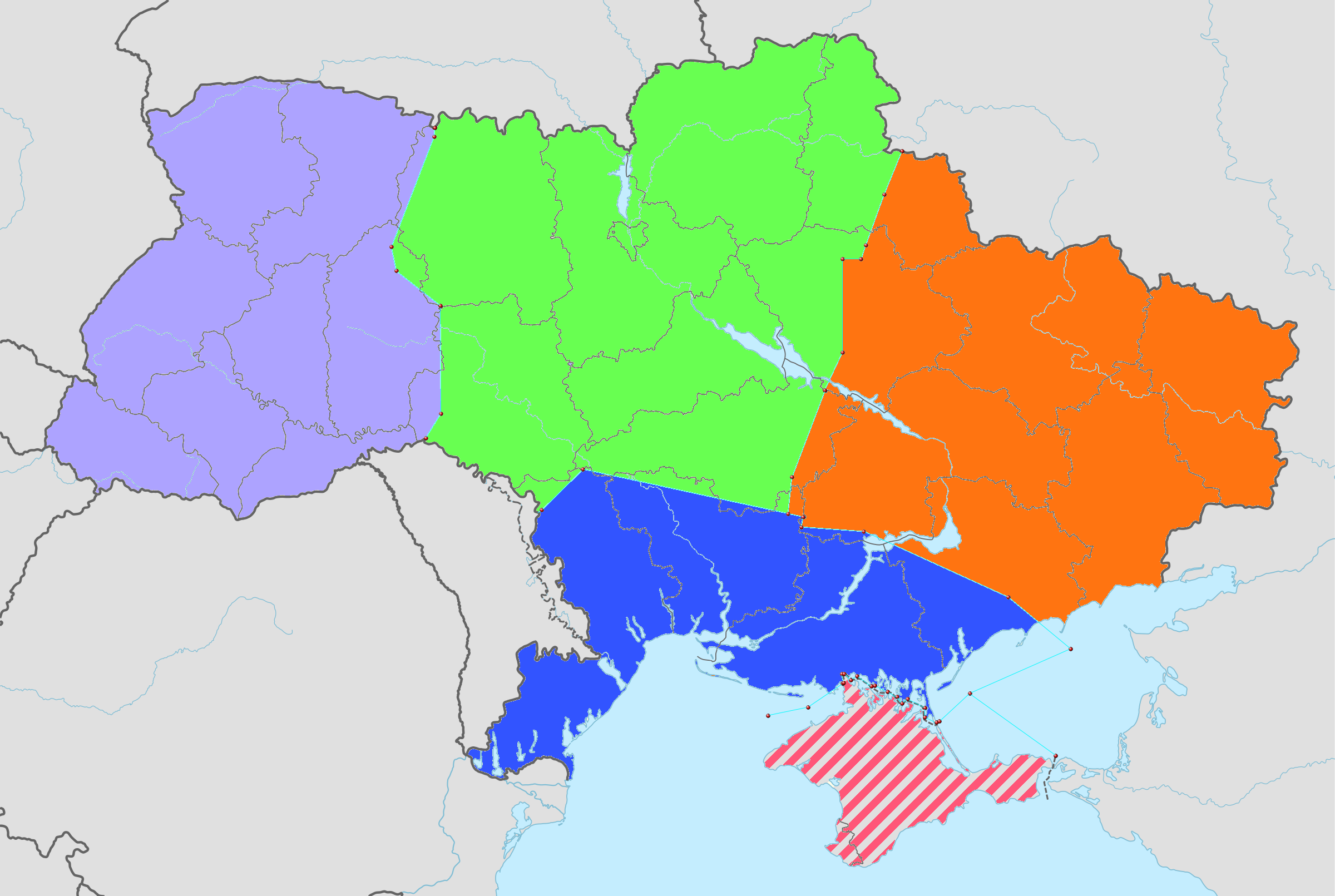
Повітряні командування ПС ЗСУ
Повітряне командування «Захід»
Повітряне командування «Центр»
Повітряне командування «Південь»
Повітряне командування «Схід»
Особливий повітряний район

Організаційно повітряні сили України складаються з таких підрозділів:
- Повітряне командування «Захід»
- Повітряне командування «Центр»
- Повітряне командування «Схід»
- Повітряне командування «Південь»

До складу повітряних сил також входять:
- Частини безпосереднього підпорядкування командуванню Повітряних сил[89]
  - 7-ма бригада тактичної авіації
  - 299-та бригада тактичної авіації
  - 383-тя окрема бригада безпілотних авіаційних комплексів
  - 15-та бригада транспортної авіації
  - 25-та бригада транспортної авіації
  - 456-та бригада транспортної авіації
  - 101-й окремий полк зв'язку і управління
  - 19 окрема бригада радіо- та радіотехнічної розвідки особливого призначення
- Миколаївський спеціалізований центр бойової підготовки авіаційних фахівців Збройних сил України (м. Миколаїв, Миколаївська область) Тренажерна база — Іл-76, МіГ-29, Су-25, Л-39, Су-24, «Репітер»
- Харківський національний університет повітряних сил — 203-тя навчальна авіаційна бригада Харківського Університету Повітряних сил (Чугуїв, Харківська область Оснащена L-39, Ан-26, Ан-26Ш.
- факультет військової підготовки Національного Авіаційного Університету, Київ — Коледж Повітряних сил, м. Васильків, Київська область.
- Об'єднаний навчальний центр — окремий полк дистанційно-керованих апаратів

## Чисельність
| Дата | Чисельність | Зокрема військовослужбовців | Зокрема цивільних |
| ---- | ----------- | --------------------------- | ----------------- |
| 1992 | 150000      | ?                           | ?                 |
| 1993 | 100000      | ?                           | ?                 |
| 1996 | 60000       | ?                           | ?                 |
| 2005 | 59000       | 50000                       | 9000              |
| 2006 | 51500       | ?                           | ?                 |
| 2007 | 47900       | ?                           | ?                 |
| 2008 | 45300       | ?                           | ?                 |
| 2009 | 4?000       | ?                           | ?                 |
| 2010 | 46000       | ?                           | ?                 |
| 2011 | 43100       | ?                           | ?                 |
| 2012 | 40600       | ?                           | ?                 |
| 2013 | 36300       | ?                           | ?                 |
| 2021 | 52000       | ?                           | ?                 |
| 2022 | 45000       | ?                           | ?                 |
| 2024 | 37000       | ?                           | ?                 |

## Військові звання та відзнаки
Оскільки Україна не є країною-членом, кодування звань армій НАТО наведено для зіставлення

### Поточні
Згідно з законами № 205-IX від 17 жовтня 2019 року щодо сержантських звань та № 680-IX від 4 червня 2020 року щодо нових генеральських звань (набрали чинності 01 жовтня 2020 року)
| Код НАТО         | OF-10                 | OF-10                 | OF-10                 | OF-10                 | OF-9              | OF-9              | OF-8              | OF-7          | OF-6              | OF-6              | OF-5      | OF-5      | OF-4         | OF-3  | OF-3  | OF-2    | OF-2    | OF-1              | OF-1      | OF-1      | OF(D)              | OF(D)              | OF(D)              | Student Officer                                   | Student Officer                                   | Student Officer                                   |
| ---------------- | --------------------- | --------------------- | --------------------- | --------------------- | ----------------- | ----------------- | ----------------- | ------------- | ----------------- | ----------------- | --------- | --------- | ------------ | ----- | ----- | ------- | ------- | ----------------- | --------- | --------- | ------------------ | ------------------ | ------------------ | ------------------------------------------------- | ------------------------------------------------- | ------------------------------------------------- |
| Україна · (Ред.) |                       |                       |                       |                       |                   |                   |                   |               |                   |                   |           |           |              |       |       |         |         |                   |           |           |                    |                    |                    | en: Request for creation and upload of a picture! | en: Request for creation and upload of a picture! | en: Request for creation and upload of a picture! |
| Україна · (Ред.) | Генерал армії України | Генерал армії України | Генерал армії України | Генерал армії України | Генерал-полковник | Генерал-полковник | Генерал-лейтенант | Генерал-майор | Бригадний генерал | Бригадний генерал | Полковник | Полковник | Підполковник | Майор | Майор | Капітан | Капітан | Старший лейтенант | Лейтенант | Лейтенант | Молодший лейтенант | Молодший лейтенант | Молодший лейтенант | Курсант                                           | Курсант                                           | Курсант                                           |

| Код НАТО         | OR-9                     | OR-9                     | OR-9                    | OR-9                    | OR-9            | OR-9         | OR-8             | OR-8             | OR-7            | OR-7            | OR-6            | OR-6            | OR-6            | OR-6            | OR-6    | OR-6    | OR-5             | OR-5             | OR-5             | OR-5             | OR-5             | OR-5             | OR-4   | OR-4   | OR-3           | OR-3           | OR-2   | OR-2   | OR-2   | OR-2   | OR-2   | OR-2   | OR-1             | OR-1 |
| ---------------- | ------------------------ | ------------------------ | ----------------------- | ----------------------- | --------------- | ------------ | ---------------- | ---------------- | --------------- | --------------- | --------------- | --------------- | --------------- | --------------- | ------- | ------- | ---------------- | ---------------- | ---------------- | ---------------- | ---------------- | ---------------- | ------ | ------ | -------------- | -------------- | ------ | ------ | ------ | ------ | ------ | ------ | ---------------- | ---- |
| Україна · (Ред.) |                          |                          |                         |                         |                 |              |                  |                  |                 |                 |                 |                 |                 |                 |         |         | Без відповідника | Без відповідника | Без відповідника | Без відповідника | Без відповідника | Без відповідника |        |        |                |                |        |        |        |        |        |        | Без відповідника |      |
| Україна · (Ред.) | Головний майстер-сержант | Головний майстер-сержант | Старший майстер-сержант | Старший майстер-сержант | Майстер-сержант | Штаб-сержант | Головний сержант | Головний сержант | Старший сержант | Старший сержант | Старший сержант | Старший сержант | Старший сержант | Старший сержант | Сержант | Сержант | Без відповідника | Без відповідника | Без відповідника | Без відповідника | Без відповідника | Без відповідника | Капрал | Капрал | Старший солдат | Старший солдат | Солдат | Солдат | Солдат | Солдат | Солдат | Солдат | Без відповідника |      |

### Відзнаки 2016—2020
| Код НАТО         | OF-10                 | OF-10                 | OF-10                 | OF-10                 | OF-9              | OF-9              | OF-8              | OF-7          | OF-6             | OF-6             | OF-5      | OF-5      | OF-4         | OF-3  | OF-3  | OF-2    | OF-2    | OF-1              | OF-1      | OF-1               | OF(D)            | OF(D)            | OF(D)            | Student Officer                                   | Student Officer                                   | Student Officer                                   |
| ---------------- | --------------------- | --------------------- | --------------------- | --------------------- | ----------------- | ----------------- | ----------------- | ------------- | ---------------- | ---------------- | --------- | --------- | ------------ | ----- | ----- | ------- | ------- | ----------------- | --------- | ------------------ | ---------------- | ---------------- | ---------------- | ------------------------------------------------- | ------------------------------------------------- | ------------------------------------------------- |
| Україна · (Ред.) |                       |                       |                       |                       |                   |                   |                   |               | Без відповідника | Без відповідника |           |           |              |       |       |         |         |                   |           |                    | Без відповідника | Без відповідника | Без відповідника | en: Request for creation and upload of a picture! | en: Request for creation and upload of a picture! | en: Request for creation and upload of a picture! |
| Україна · (Ред.) | Генерал армії України | Генерал армії України | Генерал армії України | Генерал армії України | Генерал-полковник | Генерал-полковник | Генерал-лейтенант | Генерал-майор | Без відповідника | Без відповідника | Полковник | Полковник | Підполковник | Майор | Майор | Капітан | Капітан | Старший лейтенант | Лейтенант | Молодший лейтенант | Без відповідника | Без відповідника | Без відповідника | Курсант                                           | Курсант                                           | Курсант                                           |

| Код НАТО         | OR-9              | OR-9              | OR-9      | OR-9      | OR-9      | OR-9      | OR-8     | OR-8     | OR-7     | OR-7            | OR-6    | OR-6    | OR-6    | OR-6    | OR-6    | OR-6    | OR-5             | OR-5             | OR-5             | OR-5             | OR-5             | OR-5             | OR-4             | OR-4             | OR-3           | OR-3           | OR-2           | OR-2           | OR-2           | OR-2             | OR-2             | OR-2             | OR-1   | OR-1 |
| ---------------- | ----------------- | ----------------- | --------- | --------- | --------- | --------- | -------- | -------- | -------- | --------------- | ------- | ------- | ------- | ------- | ------- | ------- | ---------------- | ---------------- | ---------------- | ---------------- | ---------------- | ---------------- | ---------------- | ---------------- | -------------- | -------------- | -------------- | -------------- | -------------- | ---------------- | ---------------- | ---------------- | ------ | ---- |
| Україна · (Ред.) |                   |                   |           |           |           |           |          |          |          |                 |         |         |         |         |         |         |                  |                  |                  |                  |                  | Без відповідника | Без відповідника | Без відповідника |                |                |                |                |                | Без відповідника | Без відповідника | Без відповідника |        |      |
| Україна · (Ред.) | Старший прапорщик | Старший прапорщик | Прапорщик | Прапорщик | Прапорщик | Прапорщик | Старшина | Старшина | Старшина | Старший сержант | Сержант | Сержант | Сержант | Сержант | Сержант | Сержант | Молодший сержант | Молодший сержант | Молодший сержант | Молодший сержант | Молодший сержант | Без відповідника | Без відповідника | Без відповідника | Старший солдат | Старший солдат | Старший солдат | Старший солдат | Старший солдат | Без відповідника | Без відповідника | Без відповідника | Солдат |      |

## Оснащення

### Повітряна техніка
Інформація про кількість техніки наведена станом на 2024 рік згідно з Military Balance 2024 та World Air Forces 2025.
| Назва                 | Зображення           | Походження           | Тип                                       | Модель                                                                           | Кількість                | Зауваження                                                                                     |
| Перспективна техніка  | Перспективна техніка | Перспективна техніка | Перспективна техніка                      | Перспективна техніка                                                             | Перспективна техніка     | Перспективна техніка                                                                           |
| --------------------- | -------------------- | -------------------- | ----------------------------------------- | -------------------------------------------------------------------------------- | ------------------------ | ---------------------------------------------------------------------------------------------- |
| ASC 890               |                      | Швеція               | літак дальнього радіолокаційного стеження |                                                                                  | 2                        |                                                                                                |
| Винищувачі            |                      |                      |                                           |                                                                                  |                          |                                                                                                |
| F-16                  |                      | США                  | багатоцільовий винищувач                  | F-16 Block 20 MLU                                                                | ~20                      | Ще 60 мають надійти у 2025 році.                                                               |
| Dassault Mirage 2000  |                      | Франція              | багатоцільовий винищувач                  | Mirage 2000-5F                                                                   | невідомо, заплановано 20 | 6 лютого 2025 року перші французькі багатоцільові винищувачі Mirage 2000-5F прибули в Україну. |
| МіГ-29                |                      | СРСР                 | багатоцільовий винищувач                  | МіГ-29СМіГ-29АМіГ-29УБМіГ-29МУ1                                                  | 45                       |                                                                                                |
| Су-27                 |                      | СРСР                 | багатоцільовий винищувач                  | Су-27УБ1МСу-27УП1МСу-27С1МСу-27П1М                                               | 23                       |                                                                                                |
| Ударна авіація        |                      |                      |                                           |                                                                                  |                          |                                                                                                |
| Су-24                 |                      | СРСР                 | фронтовий бомбардувальник                 | Су-24М                                                                           | 13                       | 5 Су-24М та 8 Су-24МР                                                                          |
| Су-25                 |                      | СРСР                 | штурмовик                                 | Су-25УБСу-25КСу-25УТГСу-25М1Су-25УБМ1                                            | 17                       |                                                                                                |
| Розвідувальні         |                      |                      |                                           |                                                                                  |                          |                                                                                                |
| Ан-30                 |                      | Україна              | повітряна розвідка                        | Ан-30Б                                                                           | 3                        |                                                                                                |
| Військово-транспортні |                      |                      |                                           |                                                                                  |                          |                                                                                                |
| Ан-24                 |                      | Україна              | пасажирський літак                        |                                                                                  | 3                        |                                                                                                |
| Ан-26                 |                      | Україна              | середній вантажний літак                  | Ан-26 — 7Ан-26Б — 1Ан-26Ш — 3Ан-26КПА (Ан-26АСЛК) — 2Ан-26РТ — 1Ан-26 «Віта» — 1 | 19                       |                                                                                                |
| Іл-76                 |                      | СРСР                 | важкий військово-транспортний літак       | Іл-76МД                                                                          | 0                        |                                                                                                |
| Навчально-бойові      |                      |                      |                                           |                                                                                  |                          |                                                                                                |
| Л-39 «Альбатрос»      |                      | Чехія                | навчально-бойовий літак                   | Л-39МЛ-39С                                                                       | 42                       |                                                                                                |
| МіГ-29                |                      | СРСР                 | навчально-бойовий літак                   |                                                                                  | 9                        |                                                                                                |
| Су-27                 |                      | СРСР                 | навчально-бойовий літак                   |                                                                                  | 6                        |                                                                                                |
| Су-25                 |                      | СРСР                 | навчально-бойовий літак                   | Су-25УБСу-25КСу-25УТГСу-25М1                                                     | 4                        |                                                                                                |
| Гелікоптери           |                      |                      |                                           |                                                                                  |                          |                                                                                                |
| Мі-8                  |                      | СРСР                 | багатоцільовий гелікоптер                 | Мі-8МТ, Мі-8ВКПМі-8МСБМі-8МСБ-ВМі-17                                             | 15                       |                                                                                                |
| БПЛА                  |                      |                      |                                           |                                                                                  |                          |                                                                                                |
| Bayraktar TB2         |                      | Туреччина            | ударний оперативно-тактичний безпілотник  |                                                                                  | 40                       |                                                                                                |

### Системи протиповітряної оборони
| Модель          | Зображення     | Походження     | Тип                                                               | Модифікація                                    | Кількість                             | Зауваження |
| Повітряні сили  | Повітряні сили | Повітряні сили | Повітряні сили                                                    | Повітряні сили                                 | Повітряні сили                        | Повітряні сили |
| --------------- | -------------- | -------------- | ----------------------------------------------------------------- | ---------------------------------------------- | ------------------------------------- | --- |
| MIM-104 Patriot |                | США            | мобільний зенітно-ракетний комплекс/система протиракетної оборони | M902 Patriot PAC-3                             | 4 батареї                             | |
| FSAF SAMP/T     |                | Італія         | мобільний зенітно-ракетний комплекс/система протиракетної оборони |                                                | 1 батарея                             | До кінця вересня 2024 року в Україну має надійти друга батарея SAMP/T |
| С-300           |                | СРСР           | зенітно-ракетний комплекс середньої дальності                     | С-300ПС С-300ПТ С-300ПМУ                       | {\displaystyle {\Bigg \}}}200 ПУ 8 ПУ | 2012—2013 роках, С-300В були зняті з озброєння через технічне та моральне старіння і були передані на зберігання. У 2017 році, комплекси С-300В1 та С-300ПТ відновлені та повернуті на бойове чергування.У 2022 році Словаччина передала Україні ракетні комплекси С-300ПМУ. |
| IRIS-T SLM      |                | Німеччина      | зенітно-ракетний комплекс середньої дальності                     |                                                | 3 батареї                             | + 1 батарею передадуть від Німеччини. |
| NASAMS          |                | Норвегія       | зенітно-ракетний комплекс середньої дальності                     |                                                | 2 батареї                             | Передані від США: - 2 батареї на січень 2023. |
| Бук             |                | СРСР           | зенітно-ракетний комплекс середньої дальності                     | 9К37М ЗРК «Бук-M1»                             | 50                                    | Трофейні: - СВУ 9A317 «Бук-М2» — 1 од. на 09.09.2022 - ПЗМ 9A316 «Бук-М2» — 3 од. на 09.09.2022 |
| MIM-23 Hawk     |                | США            | зенітно-ракетний комплекс середньої дальності                     |                                                | 12 ПУ                                 | Військова допомога: - 6 пускових установок від Іспанії у 2022 році. - + 6 пускових установок від Іспанії у 2023 році. |
| С-125           |                | СРСР           | зенітно-ракетний комплекс середньої дальності                     | С-125М «Печора» С-125-2Д «Печора-2Д» С-125МЕ-2 |                                       | Для досягнення дальності ураження цілі до 45 км була проведена модернізація окремих пристроїв і впроваджені нові цілісні системи в елементи комплексу. Комплекс постійно оновлюється.                                                                                        |
| Куб             |                | СРСР Україна   | зенітно-ракетний комплекс середньої дальності                     | 2К12М3 «Куб-М3» 2К12-2Д «Квадрат-2Д»           | 89 1                                  | |
| IRIS-T SLS      |                | Німеччина      | зенітно-ракетний комплекс середньої дальності                     |                                                | 6                                     | Військова Допомога: - 6 пускові установки від Німеччини у 2023 році. - + 18 пускові установки ще передадуть від Німеччини. Українські IRIS-T SLS працюють разом із багатофункційним радаром TRML-4D.                                                                         |
| Crotale NG      |                | Франція        | зенітно-ракетний комплекс малої дальності                         |                                                | 4                                     | Військова допомога: - Франція, 2022 рік |
| Skyguard Aspide |                | Італія         | зенітно-ракетний комплекс малої дальності                         |                                                | 1 батарея                             | Передана в якості допомоги від Іспанії |

## Командування
Командувачі військ протиповітряної оборони
- 1992—1996: генерал-лейтенант Лопатін Михайло Олексійович
- 1996—2000: генерал-лейтенант Стеценко Олександр Олексійович
- 2000—2001: генерал-полковник Ткачов Володимир Васильович
- 2001—2004: генерал-полковник Торопчин Анатолій Якович

Командувачі військово-повітряних сил
- 1992—1993: генерал-лейтенант авіації Васильєв Валерій Опанасович
- 1993—1999: генерал-полковник авіації Антонець Володимир Михайлович
- 1999—2002: генерал-полковник Стрельников Віктор Іванович
- 2002—2004: генерал-лейтенант Скалько Ярослав Ілліч

Начальники штабу військово-повітряних сил
- 1992—1995: генерал-майор Петров Юрій Миколайович

Командувачі повітряних сил
- 2004—2007: генерал-полковник Торопчин Анатолій Якович
- 2007—2010: генерал-полковник Руснак Іван Степанович
- 2010—2012: генерал-полковник Онищенко Сергій Іванович

* 2012—2015: генерал-полковник Байдак Юрій Аврамович
- 2015—2021: генерал-полковник Дроздов Сергій Семенович[122][123]
- 09.08.2021—30.08.2024: генерал-лейтенант Олещук Микола Миколайович[124][125]
- 30.08.2024—03.08.2025: т.в.о. генерал-лейтенант Кривоножко Анатолій Миколайович[126]
- 03.08.2025 — по т.ч.: генерал-лейтенант Кривоножко Анатолій Миколайович[127]

Начальники штабу повітряних сил
- 2004—2008: генерал-лейтенант Клімов Сергій Борисович
- 2017: генерал-лейтенант Шамко В'ячеслав Євгенович[128]

## Матеріали
- Андрій Харук (13 грудня 2017). Крила революції. Як в УНР створили власні повітряні сили. www.dsnews.ua. Ділова столиця. Процитовано 14 грудня 2017.
- Андрей Харук, Авиация Украинской Галицкой Армии (рос.) // История авиации
- Володимир Алєксєєв (16 березня 2017). Історія «оптимізації» військової авіації України. www.ukrmilitary.com. Ukrainian Military Pages. Архів оригіналу за 4 вересня 2019. Процитовано 4 вересня 2019.
- Нариси з історії української військової авіації. www.ukrmilitary.com. Ukrainian Military Pages. 1 листопада 2018. Процитовано 31 жовтня 2018.
- Розробку Стратегії розвитку Повітряних сил завершать наступного року. armyinform.com.ua. АрміяInform. 3 вересня 2019. Процитовано 4 вересня 2019.
- Підсумки 2019 року у військовій авіації України. mil.in.ua. Український мілітарний портал. 30 грудня 2019. Процитовано 30 грудня 2019.
- П. Є. Скоренький, Аналіз стану систем захисту літальних апаратів Повітряних сил Збройних сил України // militaryaviation.in.ua, 2017
- International Institute for Strategic Studies (13 лютого 2024). The Military Balance 2024 (англ.). Taylor & Francis. ISBN 978-1-040-05115-3.
- The Military Balance 2025 / IISS. — London : Taylor & Francis, 2025. — 530 p. — ISBN 9781041049678.